# Де-Вілген
Де-Вілген (нід. De Wilgen) — село в нідерландській провінції Фрисландія. Входить до муніципалітету Смаллінгерланд.
Його площа становить 4,21 км², а населення станом на 2021 рік складало 670 осіб.
Перша згадка про населений пункт датується 1580 роком. Прискорений розвиток село отримало у 1970-х роках як передмістя міста Драхтена.